# Iberia (Ohio)
Iberia es un lugar designado por el censo ubicado en el condado de Morrow en el estado estadounidense de Ohio. En el Censo de 2010 tenía una población de 452 habitantes y una densidad poblacional de 45,13 personas por km².

## Geografía
Iberia se encuentra ubicado en las coordenadas 40°40′56″N 82°50′0″O / 40.68222, -82.83333. Según la Oficina del Censo de los Estados Unidos, Iberia tiene una superficie total de 10.02 km², de la cual 9.98 km² corresponden a tierra firme y (0.34%) 0.03 km² es agua.

## Demografía
Según el censo de 2010, había 452 personas residiendo en Iberia. La densidad de población era de 45,13 hab./km². De los 452 habitantes, Iberia estaba compuesto por el 97.57% blancos, el 1.77% eran afroamericanos, el 0.22% eran amerindios, el 0% eran asiáticos, el 0% eran isleños del Pacífico, el 0% eran de otras razas y el 0.44% pertenecían a dos o más razas. Del total de la población el 0.44% eran hispanos o latinos de cualquier raza.